# Riverhillsoft
Riverhillsoft (リバーヒルソフト Ribāhiru Sofuto ) era un produttore di videogiochi giapponesi dal 1982 fino al 2000. Producevano lavori per piattaforme come MSX, Pioneer LaserActive, 3DO Interactive Multiplayer, PlayStation, Dreamcast, Game Gear e PC-FX.

## Storia
L'azienda era inizialmente conosciuta per il successo che aveva ottenuto la serie d'avventura e misteriosi omicidi "JB Harold Murder Club", sviluppato nel 1986. La serie era stata inizialmente realizzata come gioco da computer e successivamente convertita per PC Engine, Nintendo DS e altre console che avevano il sistema operativo iOS.
L'azienda è nota anche per i primi giochi survival horror, come Doctor Hauzer nel 1994 e la serie OverBlood nel 1996. La loro ultima pubblicazione è stata il videogioco di strategia World Neverland Plus: Orurudo Oukoku Monogatari per Dreamcast nel 1999.